# 赖建安
赖建安（1951年—），中國人民武裝警察部隊少將、江西省瑞金市象湖鎮人，汉族，中华人民共和国政治人物、第十一届全国人民代表大会广西地区代表。
毕业于南昌陆军学院、西安政治学院马列基本理论、法律专业，是中國共產黨党员。担任武警广西壮族自治区总队总队长。2008年起担任全国人大代表。